# Bronisław Obtułowicz
Bronisław Roman Obtułowicz (ur. 28 kwietnia 1890 w Wierbiążu, zm. ?) – kapitan administracji Wojska Polskiego.

## Życiorys
Urodził się 28 kwietnia 1890 w Wierbiążu, w ówczesnym powiecie kołomyjskim Królestwa Galicji i Lodomerii. Pracował jako nauczyciel ludowy.
W sierpniu 1914, po wybuchu I wojny światowej zaciągnął się do Legionu Wschodniego, a po jego rozwiązaniu we wrześniu tego roku, wstąpił do Legionów Polskich. Służył w 3 pułku piechoty między innymi w oddziale telefonicznym, awansując na sierżanta. Od września 1917 służył w Polskim Korpusie Posiłkowym. Po bitwie pod Rarańczą (15/16 lutego 1918) został internowany przez Austriaków w Huszt, a później wcielony do armii austro-węgierskiej i wysłany na front serbski do Knić .
15 lipca 1919 jako podoficer byłych Legionów Polskich pełniący służbę w Baonie Telegraficznym Dowództwa Okręgu Generalnego Warszawa został mianowany z dniem 1 czerwca 1919 podporucznikiem w służbie łączności. 19 stycznia 1921 został zatwierdzony z dniem 1 kwietnia 1920 w stopniu porucznika, w wojskach łączności, w grupie oficerów byłych Legionów Polskich. 1 czerwca 1921 pełnił służbę w Dowództwie Okręgu Generalnego Lwów, a jego oddziałem macierzystym był 1 Baon Zapasowy Telegraficzny. Później został przeniesiony do 2 pułku łączności w Jarosławiu. 3 maja 1922 został zweryfikowany w stopniu porucznika ze starszeństwem od 1 czerwca 1919 i 81. lokatą w korpusie oficerów łączności. W czerwcu 1924 został przeniesiony do pułku radiotelegraficznego w Warszawie, a we wrześniu tego roku przydzielony do 10 kompanii szkolnej łączności. W czerwcu 1926 został przeniesiony do 9 samodzielnego batalionu łączności w Brześciu. 19 marca 1928 prezydent RP nadał mu stopień kapitana z dniem 1 stycznia 1928 i 7. lokatą w korpusie oficerów łączności. W październiku 1930 został przeniesiony do 6 batalionu telegraficznego w Jarosławiu, a w marcu 1932 do kompanii telegraficznej 11 Dywizji Piechoty w Stanisławowie na stanowisko dowódcy kompanii. W kwietniu 1933 został przeniesiony do 11 Dywizji Piechoty na stanowisko szefa łączności, a w styczniu 1934 do 6 batalionu telegraficznego. W sierpniu 1935 został przeniesiony do Składnicy Łączności Nr 5 w Krakowie na stanowisko zarządcy. W 1938 był już w stanie spoczynku, jako kapitan korpusu oficerów administracji, grupa administracyjna. Mieszkał we Lwowie przy ul. Kurkowej 12.

## Ordery i odznaczenia
- Krzyż Niepodległości – 9 listopada 1931 „za pracę w dziele odzyskania niepodległości”[22][1]
- Krzyż Walecznych dwukrotnie[23]
- Srebrny Krzyż Zasługi po raz drugi – 1938 „za zasługi na polu pracy społecznej”[21]
- Srebrny Krzyż Zasługi po raz pierwszy – 10 listopada 1928 „w uznaniu zasług, położonych na polu pracy w poszczególnych działach wojskowości”[24][25]